# فقط سکس
فقط سکس و دیگر هیچ (مجاری: Csak szex és más semmi) یا فقط سکس، فیلمی مجارستانی در سبک کمدی به کارگردانی کریستینا گودا است که در سال ۲۰۰۵ منتشر شد.